# جوزف هلر
جوزف هلر(به انگلیسی: Joseph Heller) (زاده ۱ می ۱۹۲۳ - درگذشته ۱۲ دسامبر ۱۹۹۹) نویسنده، نمایشنامه‌نویس و فیلم‌نامه‌نویس آمریکایی بود.
او بیشتر به‌خاطر رمان طنزآمیز ضدجنگ خود، تبصره ۲۲ (۱۹۶۱)، شناخته می‌شود. این اثر به‌عنوان یکی از برجسته‌ترین رمان‌های سدهٔ بیستم در نقد بوروکراسی نظامی و پوچی جنگ شناخته شده و اصطلاح «کچ-۲۲» به‌عنوان نمادی از موقعیت‌های متناقض و بی‌راه‌حل وارد زبان روزمره شده است.

## زندگی‌نامه
هلر در ۱ مهٔ ۱۹۲۳ در منطقهٔ کانی آیلند بروکلین، نیویورک، در خانواده‌ای یهودی از مهاجران روس به دنیا آمد. پدرش، آیزاک هلر، رانندهٔ کامیون بود و در سال ۱۹۲۷، زمانی که جوزف تنها چهار سال داشت، درگذشت. 
جوزف حتی در دوران کودکی نیز علاقه‌ای به نوشتن داشت و در نوجوانی، رمانی را برای مجلهٔ نیویورک دیلی نیوز فرستاد که مورد قبول آنان واقع نشد.
زمانی که در سال ۱۹۴۱ از مدرسهٔ آبراهام لینکلن فارغ تحصیل شد برای یک سال به آهنگری مشغول شد تا سرانجام در سال ۱۹۴۲ به نیروی هوایی آمریکا پیوست و بعد از دو سال به جبههٔ ایتالیا فرستاده شد و به‌عنوان بمب‌افکن در جنگ جهانی دوم خدمت کرد. او در سال ۱۹۴۴ به جزیرهٔ کرسیکا اعزام شد و در آنجا ۶۰ مأموریت پروازی انجام داد.
وی دوران جنگ را بعدها این گونه توصیف کرد: 
در ابتدا همه چیز جالب بود... احساس می‌کردید چیز جذابی در مورد آن وجود دارد.
پس از پایان جنگ، هلر با استفاده از قانون GI Bill به تحصیل در دانشگاه نیویورک پرداخت و مدرک کارشناسی خود را دریافت کرد. سپس در دانشگاه کلمبیا مدرک کارشناسی ارشد در رشتهٔ ادبیات انگلیسی گرفت و با بورس فولبرایت به دانشگاه آکسفورد رفت. او مدتی در دانشگاه ایالتی پنسیلوانیا تدریس کرد و سپس به نیویورک بازگشت و در بخش تبلیغات مجلاتی چون تایم و لوک مشغول به کار شد.

## تبصره ۲۲
ایدهٔ اولیهٔ رمان کچ-۲۲ در سال ۱۹۵۳ به ذهن هلر خطور کرد. او در سال ۱۹۵۵ اولین فصل را نوشت و آن را به نمایندهٔ ادبی خود، کاندیدا دونادیو، سپرد. رمان ابتدا با عنوان کچ-۱۸ نوشته شده بود، اما به‌دلیل تداخل با رمان میلا ۱۸ اثر لئون اوریس، عنوان آن به کچ-۲۲ تغییر یافت.
کچ-۲۲ در اکتبر ۱۹۶۱ توسط انتشارات سایمون اند شوستر منتشر شد. این رمان داستان کاپیتان جان یوساریان، بمب‌افکن نیروی هوایی ارتش ایالات متحده در جنگ جهانی دوم، را روایت می‌کند که تلاش می‌کند از مأموریت‌های خطرناک پروازی فرار کند. اصطلاح «کچ-۲۲» به وضعیتی اشاره دارد که در آن فرد نمی‌تواند از یک مشکل فرار کند، زیرا قوانین متناقض مانع از خروج او می‌شوند.
رمان به‌دلیل ساختار غیرخطی، طنز سیاه و نقد بوروکراسی نظامی مورد توجه قرار گرفت و به‌مرور زمان به یکی از آثار کلاسیک ادبیات مدرن تبدیل شد.

## آثار دیگر
پس از موفقیت کچ-۲۲، هلر آثار دیگری نیز منتشر کرد که هرچند به‌اندازهٔ نخستین رمانش موفق نبودند، اما نشان‌دهندهٔ تداوم سبک طنزآمیز و نقد اجتماعی او بودند. از جمله این آثار می‌توان به موارد زیر اشاره کرد:
Something Happened (۱۹۷۴): رمانی دربارهٔ زندگی یک مدیر میانی در شرکت آمریکایی که به بررسی اضطراب‌ها و نارضایتی‌های زندگی مدرن می‌پردازد.
Good as Gold (۱۹۷۹): طنزی دربارهٔ سیاست و جامعهٔ یهودیان آمریکایی.
God Knows (۱۹۸۴): بازنویسی طنزآمیز داستان داوود نبی از کتاب مقدس
.
Picture This (۱۹۸۸): رمانی که به بررسی تاریخ هنر و فلسفه می‌پردازد.
Closing Time (۱۹۹۴): دنباله‌ای بر کچ-۲۲ که به شخصیت‌های مسن‌تر و دنیای معاصر می‌پردازد.

## سبک و مضامین
هلر به‌خاطر استفاده از طنز سیاه، ساختارهای غیرخطی و نقدهای اجتماعی شناخته می‌شود. آثار او اغلب به بررسی پوچی جنگ، بوروکراسی، تناقض‌های انسانی و بحران‌های وجودی می‌پردازند. در کچ-۲۲، هلر با استفاده از طنز و ساختار غیرخطی، خواننده را در دنیایی پر از تناقض و بی‌معنایی قرار می‌دهد که بازتابی از تجربیات شخصی او در جنگ جهانی دوم است.

## میراث
جوزف هلر در ۱۲ دسامبر ۱۹۹۹ در ایست‌همپتون، نیویورک، بر اثر سکتهٔ قلبی درگذشت. او در زمان مرگ ۷۶ سال داشت. هرچند آثار بعدی او نتوانستند موفقیت کچ-۲۲ را تکرار کنند، اما این رمان جایگاه او را به‌عنوان یکی از نویسندگان برجستهٔ ادبیات آمریکا تثبیت کرد. اصطلاح «کچ-۲۲» به‌عنوان نمادی از موقعیت‌های متناقض و بی‌راه‌حل وارد زبان روزمره شده و تأثیر عمیقی بر فرهنگ عامه و ادبیات گذاشته است.